# Gorsko Diulevo, Kărdjali
Gorsko Diulevo (în bulgară Горско Дюлево) este un sat în comuna Momcilgrad, regiunea Kărdjali,  Bulgaria. 

## Demografie
Componența etnică a satului Gorsko Diulevo
     Turci (93,97%)
     Nicio identificare (6,02%)
     Altele (0%)
La recensământul din 2011, populația satului Gorsko Diulevo era de 83 locuitori. Din punct de vedere etnic, majoritatea locuitorilor (93,97%) erau turci. Pentru 6,02% din locuitori nu este cunoscută apartenența etnică.